# フォキスのファライコス
ファライコス（希：Φάλαικος、ラテン文字転記：Phalaicos、？ - 紀元前346年）は、第三次神聖戦争期のフォキスの将軍である。
ファライコスは第三次神聖戦争で活躍した将軍オノマルコスの子で、オノマルコスの弟のファウロスが紀元前352年に死んだ時に将軍に選ばれ、戦争の指導者となった。しかし、その時まだファライコスは若者だったため、将軍のメナセアスの補佐を受けたが、メナセアスはすぐにボイオティア軍との戦いで死んだ。その後ファライコスはカイロネイアでボイオティア軍と交戦したものの、敗れた。
紀元前347年、ファライコスはデルフォイの宝物を私有化したとして起訴され、将軍から解任された。
翌紀元前346年、ファライコスは再び将軍に任命されたが、もはやフォキスには勝機は残っていなかった。彼がマケドニア王ピリッポス2世に休戦の交渉のために使者を送って交渉をした後、フォキスは降伏した。その際、ファライコスは彼に従った市民と傭兵と共にフォキスを立ち去ってペロポネソス半島へと向った。しばらくは神聖戦争で得た略奪品の残りで傭兵を維持していたが、ルカニア人とタラス人との戦争を聞くと、彼らに雇い入れられてその報酬を得ようとし、イタリアへと海路で向おうと考えた。しかし、将来に不安に駆られた兵士たちはファライコスと船員を脅しつけて船を退き返させた。ラコニアのマレア岬に投錨した彼らの許にリュクトスと戦っていたクノッソスからの使者が来て、彼らを雇い入れた。クレタに渡ったファライコス率いる傭兵軍は一旦リュクトスを落としたものの、リュクトスの援軍に来たスパルタ王アルキダモス3世率いるスパルタ軍に敗れ、アルキダモスによってリュクトスは奪回された。その後、ファライコスはキュドニアを包囲したが、火災によってファライコスを含む多くの傭兵が焼死した。生き残った少数の傭兵はエーリス人の亡命者に雇われてアルカディア人・エーリス人と戦って多くが戦死し、捕虜になった者は処刑された。

## 註
1. ↑  ディオドロス, XVI. 38, 39
2. 1 2  パウサニアス, X. 2. 7
3. ↑  ディオドロス, XVI. 59
4. ↑  ディオドロス, XVI. 61
5. ↑  ディオドロス, XVI. 62
6. 1 2  ディオドロス, XVI. 63